# Federazione pallavolistica della Repubblica Centrafricana
La Federazione centrafricana di pallavolo (fra. Fédération centrafricaine de volley-ball, FCVB) è un'organizzazione fondata per governare la pratica della pallavolo nella Repubblica Centrafricana.
Organizza il campionato maschile e femminile, e pone sotto la propria egida la nazionale maschile e femminile.
Ha aderito alla FIVB nel 1964.